# Исабела Бурбон-Испанска
Исабела Бурбон-Испанска е испанска инфанта, най-голяма дъщеря на испанската кралица Исабела II. Инфанта Исабела на два пъти е обявявана за наследница на испанския престол и два пъти е носила запазената за испанските престолонаследници титла Принцеса на Астурия. На 13 май 1868 г. Исабела се омъжва за принц Гаетано от Двете Сиилии, който се самоубива три години по-късно.
Инфантата е един от най-популярните членове на испанското кралско семейство по време на управлението на брат ѝ Алфонсо XII и по време на непълнолетието на племенника ѝ Алфонсо XIII. След отмяната на монархията в Испания тя категорично отказва предложението на републиканците да остане да живее в Испания и емигрира във Франция, където умира няколко дни след пристигането си.

## Биография

### Произход и ранни години
Исабела е родена на 20 декември 1851 г. в кралския дворец в Мадрид и е кръстена от архиепископа на Толедо с дългото име Мария Исабела Франсиска де Асис Кристина де Паула Фердинанда Луиза Хосефа Тринидад Хоакина Ана Мелчора Гаспара Балтазара Мария дел Олвидо Долорес Пилар Консепсион Кармен Десампарадос Филомена Микаела Рафаела Габриела Доминга де ла Когоя Томаса Тереза Рита Лусия Агуеда Барбара Бибиана Мария де ла Кабеса Исидра Росалия Полония Лугарда Рамона де Косме Дамиана Антония де Сан Антон Хуана Баутиста Висента де Ферер Хенера Франсиска де Борха Бласа Хакоба де Роке Каралампия и де Тодос лос Сантон де Бурбон и Бурбон (на испански: María Isabel Francisca de Asís Cristina Francisca de Paula Fernanda Luisa Josefa Trinidad Joaquina Ana Melchora Gaspara Baltasara María del Olvido Dolores Pilar Concepción Carmen Desamparados Filomena Micaela Rafaela Gabriela Dominga de la Cogolla Tomasa Teresa Rita Lucía Águeda Bárbara Bibiana María de la Cabeza Isidra Rosalía Polonia Lugarda Ramona de Cosme Damiana Antonia de San Antón Juana Bautista Vicenta de Ferrer Genara Francisca de Borja Blasa Jacoba de Roque Caralampia y de Todos los Santos de Borbón y Borbón).
Раждането на Исабела било дългоочаквано, тъй като преди това майка ѝ, кралица Исабела II, ражда две деца, които умират като пеленачета. В условията на карлистки бунтове и спорадични граждански войни, инфанта Исабела веднага е призната за наследница на испанския престол и е обявена за принцеса на Астурия.
След раждането на Исабела кралицата ражда още три деца, които не успяват да преживеят дълго. Така минават цели шест години, преди Исабела II да роди следващо здраво дете – бъдещия Алфонсо XII, който измества сестра си от престолонаследието, лишавайки я от титлата Принцеса на Астурия. По-късно кралското семейство се сдобива с още три дъщери. Исабела обаче е отгледана отделно от брата и сестрите си.
Инфантата става свидетел на дълбоката неприязън, която цари в отношенията между родителите ѝ – кралица Исабела II е била омъжена насила за първия си братовчед Франсиск де Асис и Бурбон, херцог на Кадис. Кралицата никога не успява да превъзмогне ненавистта към женствения си съпруг и през целия им брачен живот тя се радва на ласките на своите любовници. Това дава основание на някои изследователи да твърдят, че инфанта Исабела е дъщеря на Хуан де Арана, млад и красив испански аристократ – един от фаворитите на майка ѝ. Изглежда, че кралят с неохота признава бащинството си над Исабела, така както прави и с останалите деца на кралицата.
Когато младият и все още неженен Алфонсо XII се възкачва на испанския престол, сестра му Исабела отново е обявена за наследница на испанската корона и отново получава титлата Принцеса на Астурия, от която е лишена за втори път през 1880 г., когато се ражда племенницата ѝ Мерседес.
Като наследница на испанския престол, от който я дели само болнавият ѝ по-малък брат, бъдещият брак на инфанта Исабела отрано става въпрос от първостепенно значение за испанското правителство, което се надява инфантата да се омъжи рано, за да роди здрави наследници на испанската корона. Антонио де Кастийо, първият министър на Исабела II, първоначално смята да омъжи инфантата за савойския принц Амадей, чиято сестра се е омъжила малко преди това за португалския крал. Проектът обаче пропада по политически причини – кралица Исабела II признава обединението на Италия, извършено от Савойската династия и за да тушира разочарованието сред сицилианските си роднини, решава като компенсация да омъжи дъщеря си за принц Гаетано от Двете Сицилии – най-големия син на детронирания ѝ братовчед Фердинанд II от Двете Сицилии.

### Брак с принц Гаетано
През април 1868 г. годеникът на Исабела пристига в Мадрид, а сватбата им е отпразнувана няколко седмици по-късно – на 16 май 1868. Младоженците се отдават на дълъг меден месец и предприемат посещение на роднините на младоженеца в Австрия. На връщане към Испания, докато гостуват на Наполеон III във Фонтенбло, Исабела и съпругът ѝ научават за избухналата в Испания Славна революция, която сваля Исабела II от престола. Гаетано веднага заминава за Испания, където се бие на страната на монархистите в битката при Алколеа, след която кралицата и семейството ѝ напускат Испания и се установяват в Париж. В Париж инфантата и съпругът ѝ живеят в къщата на чичото на Гаетано – херцога на Акила. В Париж Гаетано заболява сериозно и изпада в дълбока депресия.
В продължение на две години Исабела и Гаетано пътуват из Европа, търсейки лечение за разклатеното здраве на принца. Благодарение на своите съветници в продължение на две години Гаетано успява да крие истинския характер на заболяването си – епилепсия. Един ден обаче получава епилептичен гърч пред Исабела, която е бременна в първите месеци и преживява спонтанен аборт. Загубата на детето, отмяната на монархията и продължаващото влошаване на здравето му стават причина Гаетано да изпадне в дълбока депресия и да направи опит за самоубийство. След този неуспешен опит на принца не му е позволено да остава сам, а Исабела постоянно държи съпруга си под око. Въпреки това на 26 ноември 1871, по време на престоя им в един хотел в Люцерн, Швейцария, Гаетано успява да се заключи сам в стаята и се прострелва в главата. Въпреки че го откриват още жив, малко след това принцът издъхва.
Останала вдовица едва на двадесет години, инфанта Исабела преживява трудно смъртта на съпруга си. Тя се премества да живее при майка си в парижкия дворец Льо Кастил.

### Първа дама на Испания и престолонаследница
На 29 декември 1874 г. братът на Исабела Алфонсо XII се възкачва на испанския престол. Скоро инфанта Исабела получава покана от испанското правителство да се завърне в двора като първа дама и престолонаследница. По това време тя отново получава титлата Принцеса на Астурия. През този период се правят планове принцесата да се омъжи повторно. На първо време изборът на правителството пада върху живеещия в Испания австрийски ерцхерцог Лудвиг Салватор, втори братовчед на австрийския император. Скоро обаче неговото ексцентрично поведение кара правителството да изостави тези планове и да предложи кандидатурата на баварския принц Арнулф. Исабела обаче категорично отказва да се омъжи повторно, а брат ѝ уважава желанието ѝ.
През първите години от управлението на Алфонсо XII инфанта Исабела е изцяло отдадена на монархическата кауза на Бурбоните в Испания и в това отношение се оказва ценен съюзник на брат си. Когато кралица Исабела II окончателно се установява във Франция, по-малките сестри на Исабела са поставени под нейна опека. Инфантата успява да им осигури добро образование. По големите от тях – инфанта Пилар и инфанта Мария де ла Пас – не създават проблеми, но отношенията ѝ с най-малката и най-темпераментната сестра – инфанта Еулалия, се оказват доста трудни.

### Следващи години
През 1880 г. принцеса Исабела отстъпва ролята си на първа дама в двора на снаха си Мария-Мерседес Бурбон-Орлеанска. Бракът на краля с младата му братовчедка позволява на Исабела да отделя повече внимание на хобито си и честите си пътувания. След смъртта на Мария-Мерседес Исабела избира за своя нова снаха австрийската ерцхерцогиня Мария-Кристина, която лично представя на брат си. Мария-Кристина е племенница на Мария-Каролина Австрийска, която е доведена майка на покойния съпруг на Исабела.
Трагичната смърт на крал Алфонсо XII се оказва ужасен шок за инфанта Исабела, която е поддържала близки отношения с брат си. Исабела упражнява силно влияние по време на регентството на снаха си Мария-Кристина, на която оказва ценна подкрепа, превръщайки се във втора майка за племенниците си. По това време инфантата се превръща в изключително популярна фигура сред испанците.
Инфанта Исабела умира на 22 април 1931 г. в Париж, само няколко дни след като племенникът ѝ Алфонсо XIII напуска престола и страната заедно с цялото кралско семейство. След победата на републиканците в Испания Исабела е информирана от новите власти, че няма нужда да напуска страната, което е доказателство за популярността ѝ сред народа. Тя обаче категорично отхвърля предложението и доброволно се отправя в изгнание заедно с останалата част от кралското семейство.
Тя завещава по-голямата част от бижутата си на племенника си Алфонсо XIII. През 1991 г. останките на инфантата са пренесени от Франция в Испания, където са погребани в катедралата на двореца Ла Гранха, близо до Сеговия.